# کامیتوندا، واکایاما
کامیتوندا، واکایاما (به لاتین: Kamitonda, Wakayama) یک منطقهٔ مسکونی در ژاپن است که در استان واکایاما واقع شده‌است. کامیتوندا  ۱۴٬۷۵۷ نفر جمعیت دارد.